# Malmskillnadsgatan
59°19′54.7″N 18°3′59.6″Ø / 59.331861°N 18.066556°Ø
Malmskillnadsgatan er en gade i Stockholms indre by, beliggende i bydelen Norrmalm på Brunkebergsåsens højderyg. Gaden er 650 meter lang og løber i nordlig retning fra Brunkebergstorg til Johannesdistriktet, hvor den fortsætter videre og bliver til Döbelnsgatan.
Gaden fik sit nuværende navn ved Navnerevisionen fra 1885, men inden da fandtes der flere forskellige stavemåder, herunder Malm skillnadz gatun (1689), hvilket sandsynligvis skyldtes at den delte Norrmalm ("Malmen") i to dele i sit løb på toppen af Brunkebergsåsen.
Malmskillnadsgatan er blevet udgravet ved flere lejligheder. Da Kungsgatan blev sænket til det nuværende overfladeniveau (1905–11), blev Malmskillnadsbron tilføjet. Malmskillnadstrappan ned til Kungsgatan blev tilføjet i forbindelse med opførelsen af Kungstårnene (1924–1925), og ved Norrmalms totalfornyelse i 1950'erne og 60'erne blev broen over Hamngatan tilføjet. Herefter ændrede Malmskillnadsgatans udseende sig fuldstændigt på strækningen ned til Brunkebergstorg, idet gaden nu er omgivet af parkeringshuse og høje bankejendomme.
Indtil 1953 lå Gamla Telefontornet ved gaden, og Malmskillnadsgatan 33 plejede at være hjemsted for August Hoffmanns Pianofabrik. I offentligheden har gaden siden 1970'erne været forbundet med prostitution.
Et sted ved et fodgængerfelt på Malmskillnadsgatan findes Ernst Nordins skulptur Non Serviam, der forestiller en lille pige siddende på gaden.

## Bygninger langs med gaden
- Nr 1–7: Sveriges Riksbank, bygget 1974.
- Nr 9: Kulturhuset, bygget 1971–1976.
- Nr 11–21: Hästskon 12, Skandinaviska Enskilda Banken, opført i 1965.
- Nr 23–25: Putten 15, i dag Nordea, opført fra 1963–1967 til Göteborgs Bank.
- Nr 32: Trollhättan 29, bygget 1973–1973 til Sveriges investeringsbank (tidligere Allmänna Telefonaktiebolagets hus).
- Nr 35: Järnplåten 29, bygget 1968–1971 til Skaraborgs enskilda bank.
- Nr 39: Centrumhuset, opført i 1931.
- Nr 46–48: Ingenjörshuset, fra 1964 (ved 48D fandtes førhen Betelkapellet).
- Nr 50: Det sydlige Kungstårn fra 1925.
- Nr 52: Det nordlige Kungstårn fra 1924.
- Nr 64: Johannes brandstation, bygget i 1877.